# Morgane Cadignan
Morgane Cadignan, née le 2 décembre 1990, est une humoriste et chroniqueuse de radio française.

## Biographie
Après des études et un début de carrière dans le monde de la publicité, elle se consacre finalement au théâtre en passant par le conservatoire d’art dramatique de Versailles.
Après des débuts sur scène remarqués en 2019,,, on l'aperçoit sur Canal+, dans l'émission Clique présentée par Mouloud Achour. Puis, elle est choisie en 2020 pour tenir une chronique humoristique quotidienne sur France Inter,,, dans l'émission La Bande originale présentée par Nagui. Elle quitte l'émission en octobre 2024.
En 2021 et 2022, elle joue le rôle d'une vendeuse de jeux vidéo spécialisée dans les jeux de combat, dans les saisons 1 et 2 de la série humoristique Space Game, diffusée sur France 3 Paris Ile de France et sur la plateforme France.TV.

## Distinctions
- Festival d'humour de Paris 2019 : Prix d'écriture SACD[4]
- Festival national des humoristes de Tournon-sur-Rhône 2019 : Prix du jury[11]
- Festival de l'Espace Gerson (Lyon) 2019 : Prix des professionnels[12]
- Festival Rire ensemble (Pierre-Bénite) 2019 : Prix du jury[réf. nécessaire]